# باغ‌های تاریخی اصفهان
شهرت باغ‌های گسترده اصفهان با توجه به موقعیت جغرافیایی اصفهان در مرکز فلات ایران و داشتن رودخانه‌ای مانند زاینده‌رود و مادی‌های منشعب از آن که سراسر خاک حاصلخیز این شهر را مشروب می‌کند بی‌جهت نبوده‌است. ایجاد این باغ‌ها مخصوصاً در دوره‌هایی که اصفهان پایتخت بوده‌است بیشتر مورد توجه قرار گرفته و نویسندگان تاریخ اصفهان از قرن سوم هجری به بعد همواره به این باغ‌ها اشاراتی داشته‌اند و از آن جمله‌است: باغ عیسی بن ایوب بین محله خُشینان (حوالی امامزاده اسماعیل امروز) و یهودیه (جوباره امروز) از قرن چهارم هجری و باغ عبدالعزیز از دوره فرمانروایی علاءالدولهٔ کاکویی که در داخل حصار اصفهان قرار داشته‌است.

## تاریخچه
در دوره سلجوقیان که اصفهان به پایتختی ملکشاه سلجوقی انتخاب شده‌است احداث چند باغ وسیع، اصفهان را به صورت باغی بزرگ و پهناور جلوه می‌داده‌است. نام این باغ‌ها عبارت بوده‌است از: باغ بکر، باغ فلاسان، باغ احمد سیاه، باغ کاران، باغ دشت گور و بیت‌الماء اما مهم‌ترین این باغ‌ها، باغ کاران بوده که منطقه وسیعی را در شمال بستر زاینده‌رود در بر می‌گرفته و خیابان‌های کمال اسماعیل، فردوسی، منوچهری، مجمر، چهارباغ صدر، مشتاق و محله بزرگ خواجو (طرازآباد دوره دیالمه و سلاجقه) در محوطه این باغ قرار داشته‌است و هم‌اکنون یکی از محلات خواجو «باغ کاران» نام دارد. این باغ تا قرن هشتم هجری نیز برقرار بوده و حافظ شاعر مشهور ایران در یکی از غزل‌های خود به این باغ اشارتی دارد که می‌گوید:
| گر چه صد رود است در چشمم مدام |  | زنده‌رود و باغِ کاران یاد باد |

از سدهٔ هشتم تا آغاز عصر صفوی عدم مراقبت و ویرانی در این باغ‌ها راه می‌یابد تا آنجا که جز نام آن‌ها چیزی باقی نمی‌ماند. شاه اسماعیل یکم در محل فعلی میدان بزرگ اصفهان باغ وسیعی به نام «نقش جهان» احداث می‌کند و برای سکونت خود که معمولاً برای شکار به اطراف این شهر می‌آمده‌است دستور بنای ساختمانی را به نام «عمارت مهدی» می‌دهد.
در زمان شاه عباس یکم که پایتخت ایران از قزوین به اصفهان انتقال می‌یابد قسمت‌هایی از آن باغ به میدان تبدیل می‌شود و همراه با توسعهٔ شهر و کاخ‌ها و پل‌ها و مساجد و میاد ین و خیابان‌ها، احداث باغ‌های بزرگ هم، شهر اصفهان را به صورت یک باغ سراسری درمی‌آورد.

## فهرست باغ‌ها
فهرست این باغ‌ها که از آغاز انتخاب اصفهان به پایتختی صفویه در سال ۱۰۰۰ هجری تا افول ستارهٔ اقبال این سلسله در سال ۱۱۳۵ هجری به وجود آمده و هر یک از آن‌ها ده‌ها جریب وسعت داشته به شرح زیر است:
- باغ ارم
- باغ اعتمادالدوله
- باغ ایشیک آقاسی باشی
- باغ بابا امیر
- باغ بادامستان
- باغ برج و باغ حاج صالح درضلع شرقی چهارباغ نو (مقصود چهارباغ خواجو است)
- باغ بزرگ عباس‌آباد در ضلع غربی چهارباغ
- باغ پهلوان حسین که مادی نیاصرم از وسط آن می‌گذشته‌است
- باغ تخت در ضلع غربی چهارباغ
- باغ تفنگچی آقاسی
- باغ توپخانه و باغ عسکر
- باغ توشمال باشی
- باغ جزایرخانه
- باغ جشاران یا جوشاران (گشاران)
- باغ جلودار
- باغ جنت در شمال بستر زاینده رود
- باغ جون کمر
- باغ چرخاب
- باغ چهلستون
- باغ چینی خانه در حوالی چهارباغ
- باغ خرگاه یا خیمه گاه
- باغ خلیل خانه و توحید خانه
- باغ خیاط خانه
- باغ داروغه دفتر
- باغ داروغه
- باغ دیوان بیگی
- باغ رضاقلی خان
- باغ زرشک
- باغ زین خانه و فتح‌آباد
- باغ سپهسالار
- باغ سلطانعلی خان
- باغ سیف‌الدوله مشهور به باغ آلبالو
- باغ صالح آباد و باغ نظر و باغ قراخان در ساحل شمالی زاینده‌رود
- باغ صفی‌آباد
- باغ طاووس خانه
- باغ عمو طاهر
- باغ فراشخانه
- باغ فرنگ
- باغ فیل خانه
- باغ قرچقای خان
- باغ قورچی باشی علیا و سفلی
- باغ قورچی‌ها و باغ انارستان و سقاخانه که در حال حاضر به استثنای باغ چهلستون و باغ هشت بهشت و چهار باغ اثر دیگری از باغ‌های مشهور آن زمان باقی نمانده‌است.
- باغ قوشچیان و غلامان مطبخ
- باغ قوشخانه در محله قد یمی طوقچی که مرکز تربیت قوش‌های شکاری و محل استقبال شاهان صفوی از مهمان‌های خود بوده‌است
- باغ کاج
- باغ کجاوه خانه جنب بازار رنگرزان
- باغ کلاه شاه
- باغ کومه و باغ وحش در لنجان اصفهان که شکارگاه و محل نگهداری حیوانات وحشی بوده‌است
- باغ گلدسته باغ شیرخانه در ضلع شرقی چهارباغ
- باغ ماما سلطان
- باغ محمود
- باغ مستمند
- باغ مهردار
- باغ میرآخور
- باغ نارنجستان و عمارتی که داشته‌است
- باغ نسترن در ساحل رودخانه
- باغ نگارستان در حوالی چهارباغ خواجو
- باغ وقایع نویس
- باغ هزارجریب که از همه باغ‌های دیگر وسیع تر و زیباتر بوه و در دامنه شمالی کوه صفه و در محل فعلی دانشگاه اصفهان و شرق و شمال آن گسترده بوده‌است و سیاحان خارجی عصر صفویه و از آن جمله توماس هربرت و ژان شاردن به تفصیل از آن سخن گفته‌اند و توماس هربرت این باغ را در سفرنامه خود «بهشت شاه‌عباس» و نیز باغ عباس‌آباد که به شخص شاه عباس اول انتساب دارد نام داده‌است.
- باغ هشت بهشت یا باغ بلبل که کاخ سکونت شاه سلیمان صفوی در این باغ قرار داشته‌است.